# Jetsgo
Pour les articles homonymes, voir JGO.
Pay a little. Fly a lot.
Jetsgo (code AITA : SG, code OACI : JGO) était une compagnie aérienne à bas prix canadienne, basée à Montréal. Elle fut en activité de 2002 au 11 mars 2005. Mise sous la protection de la loi sur la faillite jusqu’au 13 mai 2005, son directeur, Michel Leblanc, fut contraint d’annuler la remise en service de sa compagnie en raison d’importantes dettes accumulées vis-à-vis de ses créanciers. Les avions de Jetsgo sont stockés au sol à l'aéroport international Montréal-Mirabel en attendant le paiement des dettes.

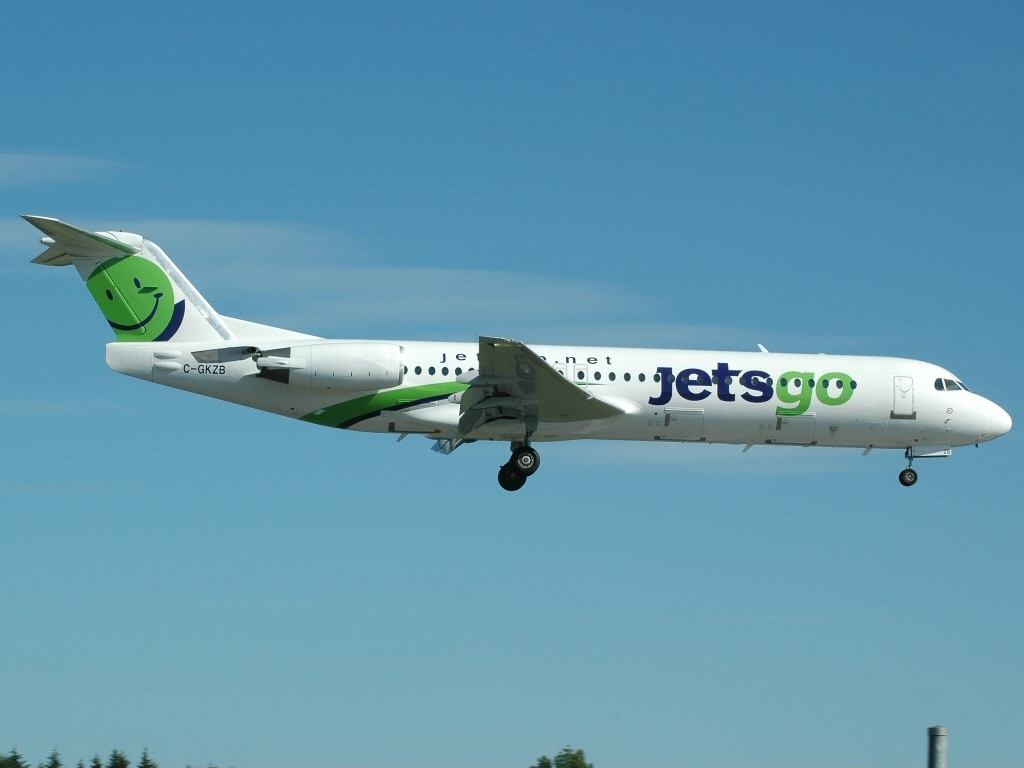
Fokker 100 de Jetsgo